# Hirsutipes flocculalis
Hirsutipes flocculalis är en fjärilsart som beskrevs av Arnold Pagenstecher 1900. Hirsutipes flocculalis ingår i släktet Hirsutipes och familjen nattflyn. Inga underarter finns listade i Catalogue of Life.